# Club Deportivo Maspalomas
El Club Deportivo Maspalomas es un club de fútbol de la ciudad de Maspalomas, en el término municipal de San Bartolomé de Tirajana (Las Palmas), España. Nació en 1969 como Club Deportivo San Fernando, denominación que solo lució hasta 1981 cuando adopta su actual nombre. Actualmente juega en la Preferente Las Palmas.

## Historia
El Club Deportivo Maspalomas se fundó el 15 de mayo de 1969 en el barrio de San Fernando de Maspalomas, dentro del municipio de San Bartolomé de Tirajana. El primer nombre del club fue Club Deportivo San Fernando. Con esta denominación participó dos temporadas en 1ª Regional, quedando cuarto y primero respectivamente, consiguiendo de este modo el ascenso a Preferente. Ya en esta categoría el club cambió su nombre para representar a toda la zona de Maspalomas y hacer publicidad turística por toda Canarias. En el año de su debut en Preferente quedó campeón y ascendió a Tercera División, estrenándose de este modo en las categorías nacionales. En solo cuatro temporadas en Tercera División y tras dos campeonatos de liga, el conjunto de Maspalomas ascendía a Segunda División B. Seis temporadas disputó el conjunto de San Bartolomé de Tirajana en la categoría de bronce en dos intervalos de tres temporadas, separados por un fugaz paso de un año por Tercera División. Esa fue sin duda la mejor época del club, que desde entonces ha encadenado malos resultados y descensos que le llevaron a jugar en 1ª Regional durante siete temporadas, hasta que consiguió al menos regresar a la categoría de regional preferente.

## Estadio

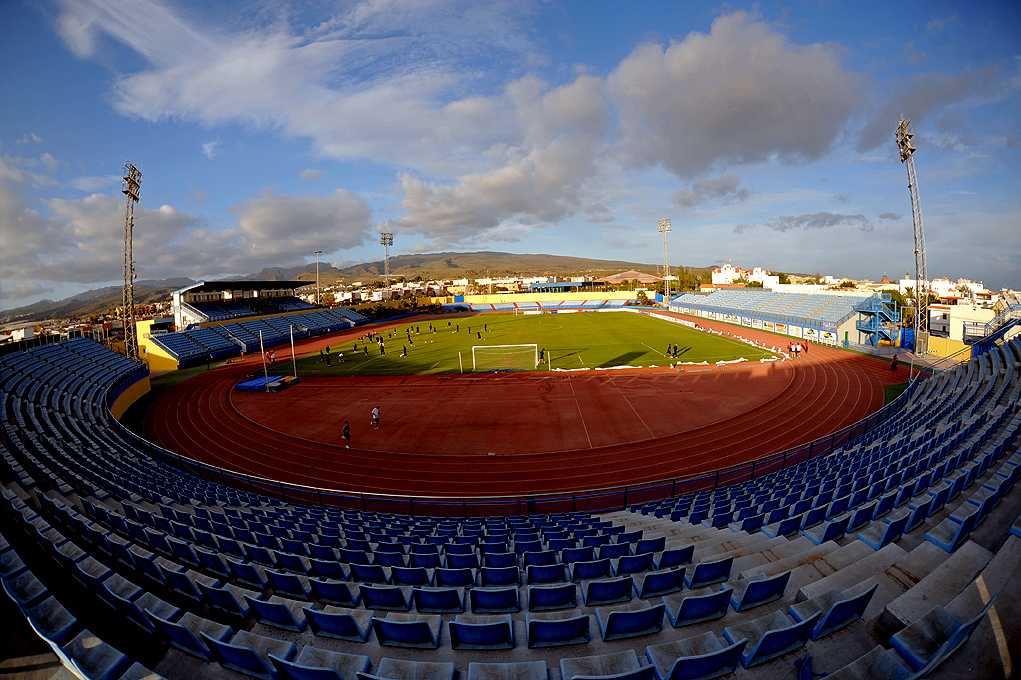
Estadio Municipal de Maspalomas

El Club Deportivo Maspalomas juega sus encuentros como local en el Estadio de Maspalomas. Dicho recinto deportivo cuenta con pistas de atletismo y con una capacidad para unos 6000 espectadores.

## Uniforme
- Local: Camiseta, pantalones y medias blancas con toques azules.
- Visitante: El uniforme visitante es completamente azul marino.

## Temporadas
| Temporada                   | División                    | Posición                    | Copa del Rey                |
| Club Deportivo San Fernando | Club Deportivo San Fernando | Club Deportivo San Fernando | Club Deportivo San Fernando |
| --------------------------- | --------------------------- | --------------------------- | --------------------------- |
| 1980/81                     | 1ª Regional                 | 4º                          |                             |
| 1981/82                     | 1ª Regional                 | 1º                          |                             |
| Club Deportivo Maspalomas   |                             |                             |                             |
| 1982/83                     | Preferente                  | 1º                          |                             |
| 1983/84                     | 3ª División                 | 4º                          |                             |
| 1984/85                     | 3ª División                 | 5º                          | 1ª Elim.                    |
| 1985/86                     | 3ª División                 | 1º                          | 2ª Elim.                    |
| 1986/87                     | 3ª División                 | 1º                          | 1ª Elim.                    |
| 1987/88                     | 2ª División B               | 4º                          | 3ª Elim.                    |
| 1988/89                     | 2ª División B               | 14º                         | 2ª Elim.                    |
| 1989/90                     | 2ª División B               | 19º                         |                             |
| 1990/91                     | 3ª División                 | 4º                          | 3ª Elim.                    |
| 1991/92                     | 2ª División B               | 16º                         | 2ª Elim.                    |
| 1992/93                     | 2ª División B               | 12º                         | 3ª Elim.                    |
| 1993/94                     | 2ª División B               | 20º                         | 2ª Elim.                    |
| 1994/95                     | 3ª División                 | 13º                         | 1ª Elim.                    |
| 1995/96                     | 3ª División                 | 6º                          |                             |
| 1996/97                     | 3ª División                 | 3º                          |                             |
| 1997/98                     | 3ª División                 | 15º                         |                             |
| 1998/99                     | 3ª División                 | 16º                         |                             |
| 1999/00                     | 3ª División                 | 20º                         |                             |

| Temporada | División    | Posición | Copa del Rey |
| --------- | ----------- | -------- | ------------ |
| 2000/01   | Preferente  | 3º       |              |
| 2001/02   | 3ª División | 19º      |              |
| 2002/03   | Preferente  | 10º      |              |
| 2003/04   | Preferente  | 2º       |              |
| 2004/05   | 3ª División | 14º      |              |
| 2005/06   | 3ª División | 18º      |              |
| 2006/07   | Preferente  | 11º      |              |
| 2007/08   | Preferente  | 3º       |              |
| 2008/09   | Preferente  | 16º      |              |
| 2009/10   | 1ª Regional | 10º      |              |
| 2010/11   | 1ª Regional | 5º       |              |
| 2011/12   | 1ª Regional | 11º      |              |
| 2012/13   | 1ª Regional | 12º      |              |
| 2013/14   | 1ª Regional | 11º      |              |
| 2014/15   | 1ª Regional | 8º       |              |
| 2015/16   | 1ª Regional | 3º       |              |
| 2016/17   | Preferente  | 4º       |              |
| 2017/18   | Preferente  | 5º       |              |
| 2018/19   | Preferente  | 7º       |              |
| 2019/20   | Preferente  | 11º      |              |
| 2020/21   | Preferente  | 9º       |              |
| 2021/22   | Preferente  | 12º      |              |
| 2022/23   | Preferente  | 9º       |              |
| 2023/24   | Preferente  | 22º      |              |

### Datos del club
- Temporadas en 2ª División B: 6
- Temporadas en 3ª División: 14
- Temporadas en Preferente: 15
- Temporadas en  1ªRegional: 9
- Temporadas en 2ª Regional: 0